# Haltere la Jocurile Olimpice de vară din 2024 - masculin +102 kg
Proba de haltere categoria +102 de kg masculin de la Jocurile Olimpice de vară din 2024 de la Paris a avut loc la data de 10 august 2024, la Paris Expo Porte de Versailles.

## Program
Orele sunt ora Franței (UTC+1) 
| Data                    | Oră   |
| ----------------------- | ----- |
| Sâmbătă, 10 august 2024 | 21:30 |

## Rezultate
| Loc | Sportiv              | Țară          | Smuls (kg) | Smuls (kg) | Smuls (kg) | Smuls (kg) | Aruncat (kg) | Aruncat (kg) | Aruncat (kg) | Aruncat (kg) | Total |
| Loc | Sportiv              | Țară          | 1          | 2          | 3          | Rezultat   | 1            | 2            | 3            | Rezultat     | Total |
| --- | -------------------- | ------------- | ---------- | ---------- | ---------- | ---------- | ------------ | ------------ | ------------ | ------------ | ----- |
| 1   | Lasha Talakhadze     | Georgia       | 210        | 215        | 220        | 215        | 247          | 255          | —            | 255          | 470   |
| 2   | Varazdat Lalayan     | Armenia       | 210        | 215        | 218        | 215        | 247          | 252          | 256          | 252          | 467   |
| 3   | Gor Minasyan         | Bahrain       | 210        | 216        | 220        | 216        | 245          | 255          | 255          | 245          | 461   |
| 4   | Ali Davoudi          | Iran          | 200        | 201        | 205        | 205        | 242          | 257          | 257          | 242          | 447   |
| 5   | Man Asaad            | Siria         | 191        | 197        | 201        | 197        | 235          | 241          | 253          | 241          | 438   |
| 6   | Ali Rubaiawi         | Irak          | 195        | 195        | 200        | 200        | 230          | 237          | 247          | 237          | 437   |
| 7   | Abdelrahman El-Sayed | Egipt         | 178        | 183        | 190        | 183        | 225          | 233          | 233          | 233          | 416   |
| 8   | David Liti           | Noua Zeelandă | 178        | 182        | 184        | 184        | 224          | 231          | 235          | 231          | 415   |
| 9   | Mart Seim            | Estonia       | 175        | 180        | 183        | 180        | 220          | 237          | 237          | 220          | 400   |
| 10  | Eishiro Murakami     | Japonia       | 170        | 180        | 180        | 180        | 200          | 220          | 230          | 220          | 400   |
| 11  | Kamil Kučera         | Cehia         | 100        | 110        | —          | 110        | 120          | 140          | —            | 140          | 250   |
| —   | Walid Bidani         | Algeria       | 190        | 190        | —          | —          | —            | —            | —            | —            | NT    |